# جاي لويس واتكينز جونيور
جاي لويس واتكينز جونيور (بالإنجليزية: Joseph Louis Watkins, Jr.)‏ هو قاضي ومحامي أمريكي، ولد في 26 مارس 1929، وتوفي في 29 أغسطس 1997 في هوما في الولايات المتحدة.